# Мещеринов, Василий Дмитриевич
Василий Дмитриевич Мещеринов (1776—1853) — русский военачальник, генерал-майор (1810), участник Русско-турецкой войны (1806—1812 года), Отечественной войны 1812 года и Войны шестой коалиции(1813), потомственный дворянин.

## Биография
Происходил из дворян Орловской губернии. Родился в 1776 году. На службу был записан фурьером в лейб-гвардейский Измайловский полк 3 июня 1787 года. В 1796 году выпущен капитаном в Ширванский 84-й пехотный полк.
В 1800 году назначен командиром 18-го егерского полка в чине подполковника. В 1806 году получил чин полковника. В 1806 назначен командиром 32-го егерского полка. В 1807 — шеф 32-го егерского полка. Участвовал в Войне четвёртой коалиции (1807). В январе 1808 года — командир 3-й бригады 18-й пехотной дивизии корпуса Каменского 3-й обсервационной армии, В 1809—1811 годах — участник русско-турецкой войны (1806—1812 года), за отличие в битве при Базарджике 14 июня 1810 года произведён в генерал-майоры, 12 сентября того же года награждён орденом Святого Владимира 3-й степени. 
В Отечественной войне 1812 года участвовал в боях с австро-саксонскими войсками под Пинском, далее в 3-й Западной армии при реке Березина, под Молодечно и Вильно.
В Войне шестой коалиции отличился при осаде Торна (награждён орденом Святой Анны 1-й степени), участвовал в делах при Кенигсварте (отмечен золотой шпагой «За храбрость» с алмазами), на реке Кацбах, Бобр и под Дрезденом (награждён алмазными знаками к ордену Святой Анны 1-й степени). В 1814 году сражался на территории Франции. После окончания военных действий командовал 2-й бригадой в 18-й пехотной дивизии, с 1816 года — вновь 3-й бригадой. С 1816 года — командир 13-й пехотной дивизии.
В 1819 году вышел в отставку по болезни с мундиром и пенсионом. В 1827 году вновь принят на службу и состоял по армии. В 1831 году назначен окружным генералом 5-го округа Внутренней стражи. 13 марта 1836 года по домашним обстоятельствам уволен «с мундиром и пенсионом полного оклада». При увольнении был представлен к чину генерал-лейтенанта, но высочайшего соизволения на это не последовало.
С 1836 года управлял бумажной фабрикой в имении жены Кондырево (Кондрово). В 1848—1853 годах избирался предводителем дворянства Калужской губернии.
Умер 7 (19) сентября 1853 года. Похоронен на кладбище Лаврентиева монастыря в Калуге.

## Семья
- Жена — Дочь Павла Григорьевича Щепочкина Елена Павловна (1797—1877)[4]
- Сын — Григорий Васильевич Мещеринов (1827—1901), генерал.
- Сын — Гаврила Васильевич Мещеринов, поручик.
- Дочь — Варвара Васильевна Мещеринова (1841—?)[2].